# Injektiv funktion

En funktion som är injektiv men inte surjektiv.

En injektiv funktion som även är surjektiv

En funktion som inte är injektiv, men surjektiv

En injektiv funktion är en funktion f, från mängden X till mängden Y, där det för varje y i målmängden Y finns högst ett element x i definitionsmängden X, sådant att f(x) = y.  
Härav följer att:
- f är injektiv om f(a) = f(b) medför att a = b för varje a, b i X.
- f är injektiv om a {\displaystyle \neq } b medför f(a) {\displaystyle \neq } f(b), för varje a, b i X.

En injektiv funktion från mängden X till mängden Y, som är surjektiv, benämns bijektiv. Härav följer således att en bijektiv funktion är injektiv, men omvändningen gäller inte.
En injektiv funktion kallas även en injektion.
Funktionen {\displaystyle f:\mathbb {R} \rightarrow \mathbb {R} \,\,,f(x)=x^{2}} är inte injektiv då {\displaystyle f(x)=f(-x)} för alla {\displaystyle x\in \mathbb {R} }. Om man istället betraktar samma funktion för {\displaystyle f:\mathbb {R_{+}} \rightarrow \mathbb {R_{+}} \,} är f injektiv och surjektiv, och alltså bijektiv.